# Grote beer (vlinder)
De grote beervlinder of grote beer (Arctia caja) is een nachtactieve nachtvlinder uit de familie van de spinneruilen (Erebidae) en de onderfamilie van de beervlinders (Arctiinae). De soort komt zowel in het Palearctisch als het Nearctisch gebied voor.

## Kenmerken
Het is een grote vlinder met een spanwijdte van 50 tot 78 millimeter. De kleur van de bovenvleugels is bruin met witte banden. De ondervleugels zijn rood met blauwzwarte stippen. Zijn kleuren waarschuwen belagers dat hij giftig is.

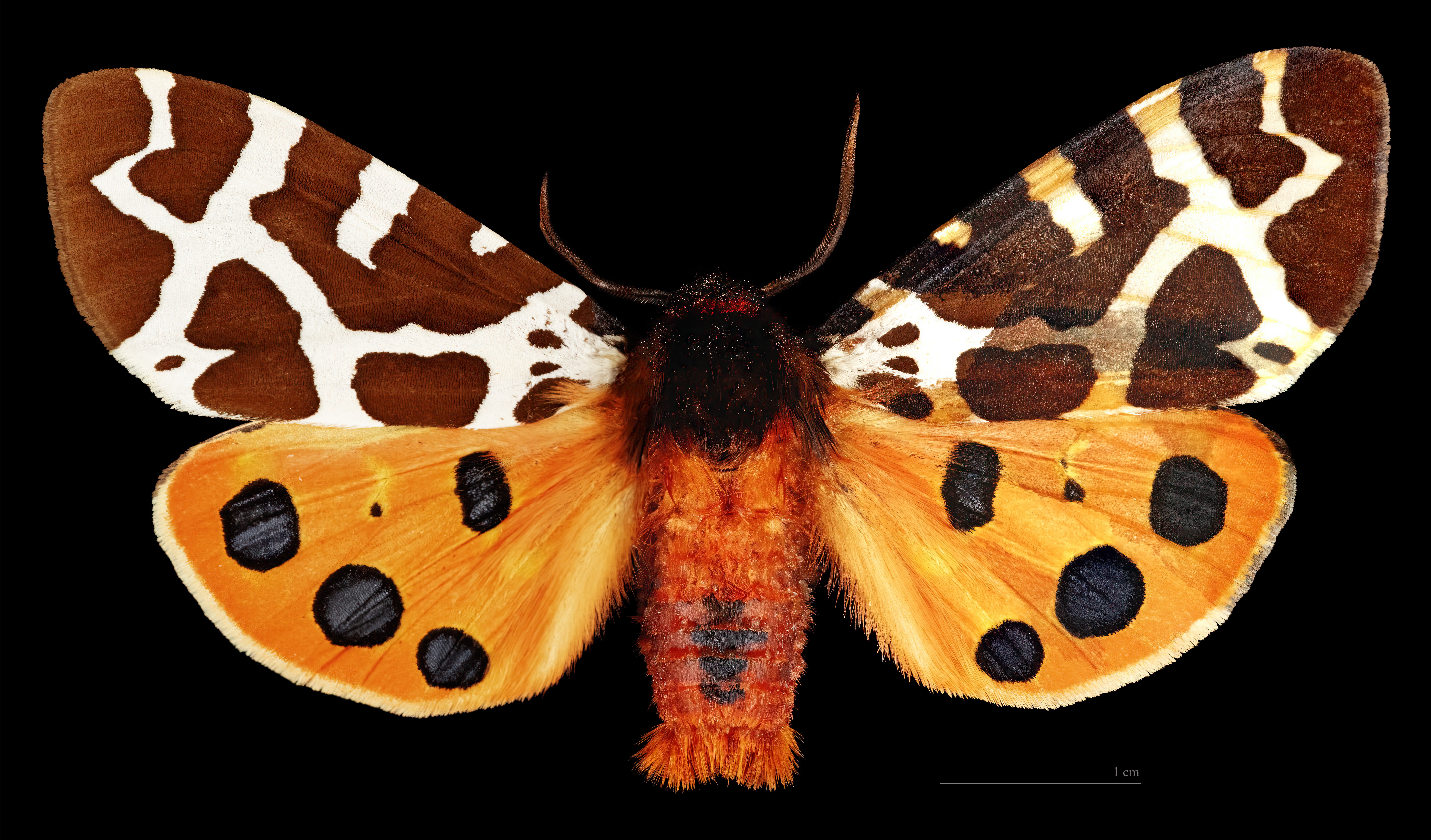
♂
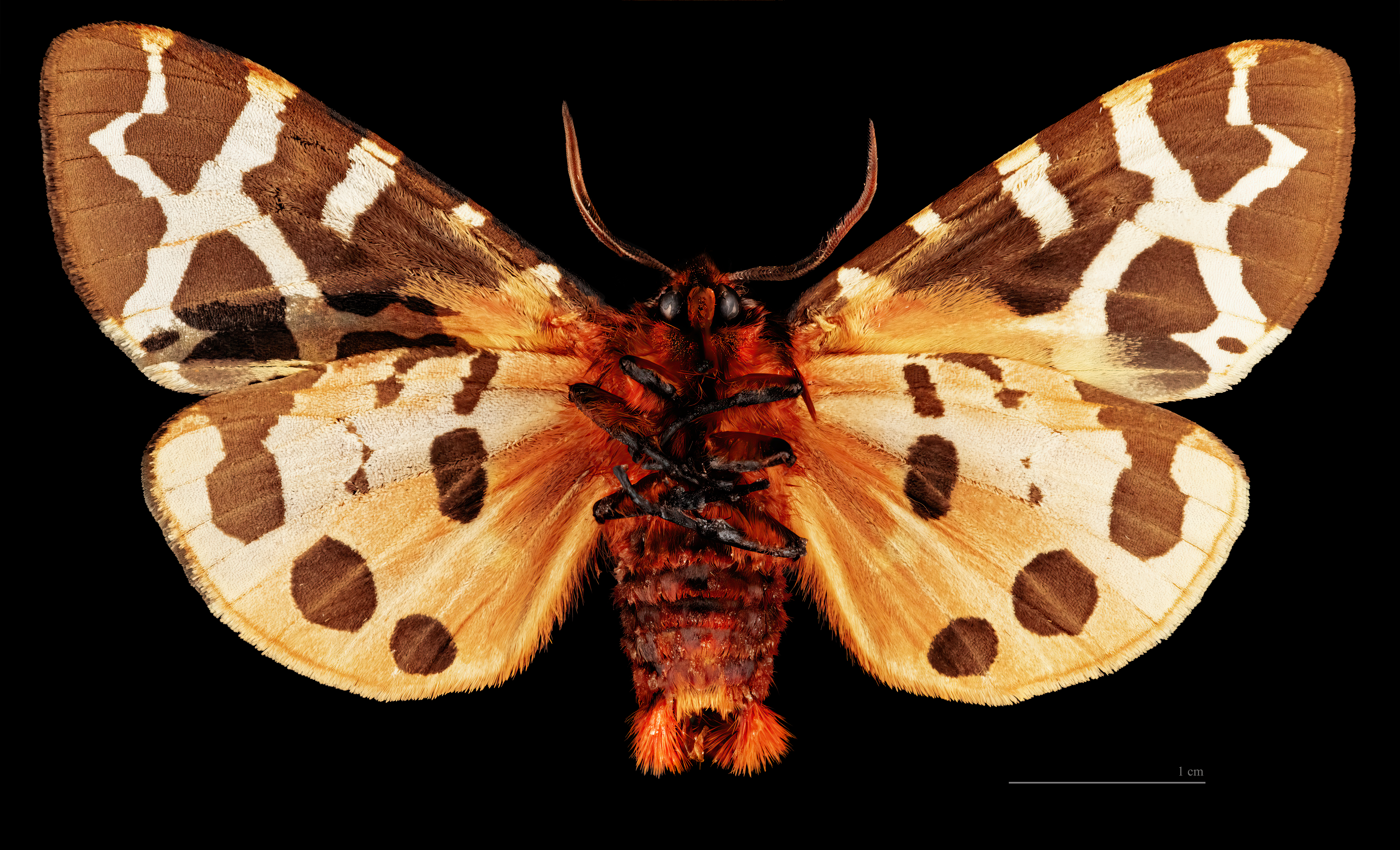
♂ △

De naam van de vlinder verwijst naar het uiterlijk van de rups. Die is namelijk sterk behaard met een vacht als een beer.

## Leefwijze
De rups van de grote beer leeft van kruisachtige planten, hij heeft geen specifieke waardplant maar in vochtige gebieden is er een duidelijke voorkeur voor waterzuring en kruiskruid. Het habitat bestaat uit open gebied zoals duin, open bos, vochtige grasland, moeras, oevers, parken en tuinen. De rupstijd is van september tot juni. De rups is soms snel rennend waar te nemen bij het zoeken naar een plek om zich te verpoppen. Deze verpopping gebeurt in een los, met haren vermengd spinsel tussen de begroeiing vlak boven de grond.

## Verspreiding en leefgebied
De vlinder komt voor in een grote verscheidenheid aan biotopen en is vrij algemeen. De vlinder vliegt in één generatie per jaar van laat juni tot en met augustus. De grote beer staat in Nederland als 'gevoelig' op de rode lijst van nachtvlinders.

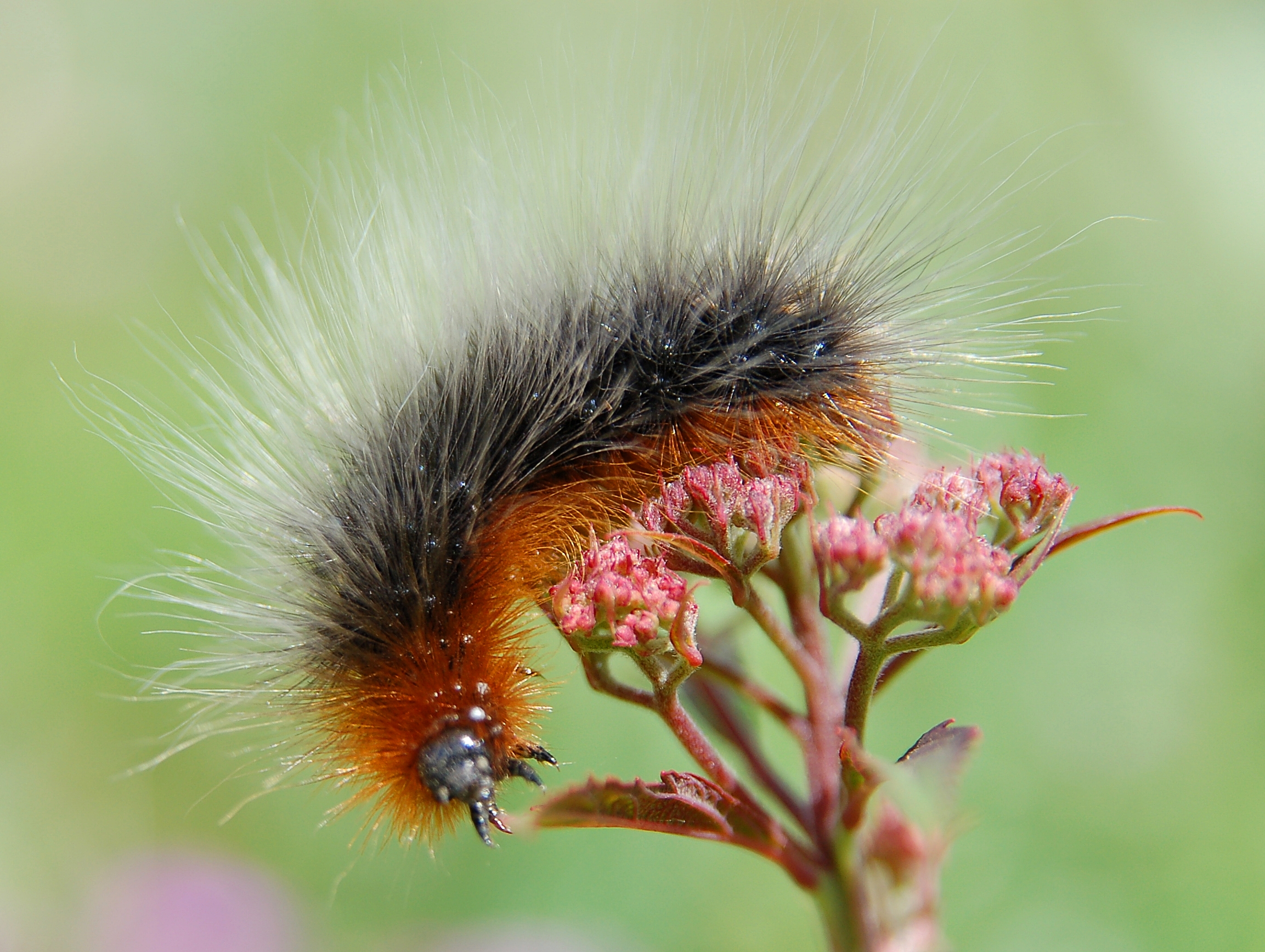
Rups
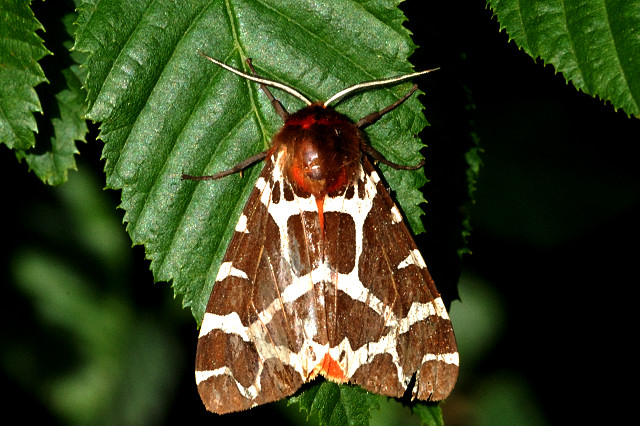
Grote beer op een blad
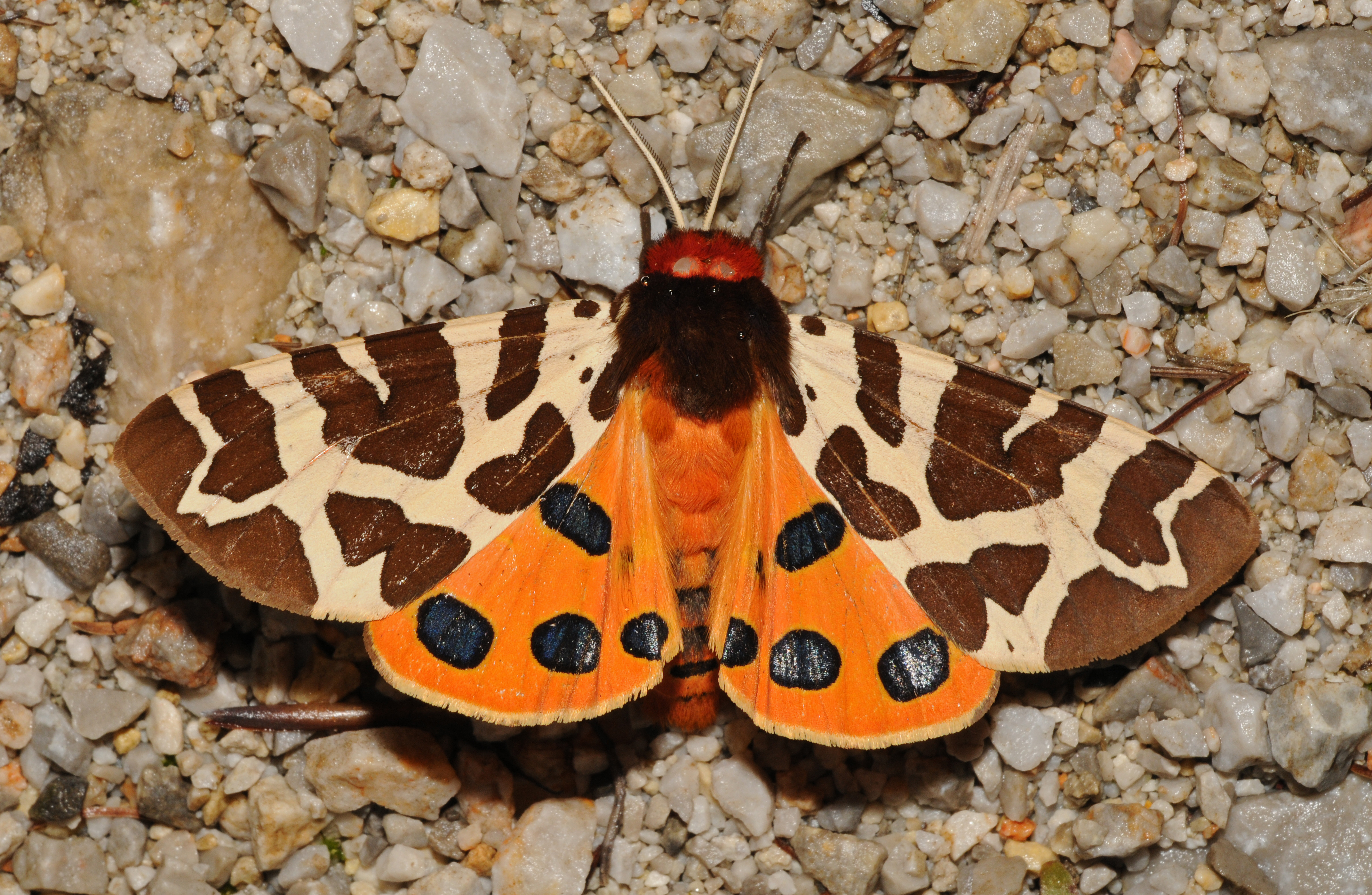